# アイク・クォーティ
アイク・クォーティ（Ike Quartey、男性、1969年11月27日 - ）は、ガーナ出身のプロボクサー。元WBA世界ウェルター級チャンピオン。
ファイトスタイルは至ってシンプル。ジャブをこまめに突き、右ストレート、左フックにつなげ好機を伺う。しかしその一発一発は、並の世界ランカーでは耐えられない程強力なものであると共に、相手のパンチをほとんど封殺してしまう硬いガードも特徴。この極めてミニマルな戦闘を可能にする強靭な筋力こそクォーティー最大の武器である。ボクシングの王道とも言うべきクラシカルなスタイルで人気を博した。
出世試合は初の世界戦。30戦全勝のWBA王者エスパーニャに、25戦全勝の1位クォーティが挑む全勝同士の一戦において11回に衝撃的なKO劇でベルト奪取。実力者エスパーニャを仕留めたことで世界的な認知度を得て、その後は圧倒的な防衛劇が続く。吉野弘幸が挑むOPBF東洋太平洋ウェルター級王座防衛戦において、ほぼ一方的な内容で8RTKO勝ちした朴政吾（韓国）を迎えた1995年3月4日のWBA世界ウェルター級タイトルマッチでは、クォーティは朴をジャブだけで血染めにしている（4RTKO勝ち）。
1997年10月17日、ホセ・ルイス・ロペス（メキシコ）を相手に7度目の防衛戦を行うも、精彩を欠き、2度のダウンを奪われた末の引き分けで辛くも防衛。WBAからは再戦命令が出ていたが、クォーティは破格のファイトマネーを保証されたオスカー・デ・ラ・ホーヤとのビッグマッチを強行したため、1998年8月に同王座を剥奪される。
1999年2月13日、WBC世界ウェルター級王者のオスカー・デ・ラ・ホーヤに挑戦する形でビッグマッチが実現。当初はクォーティが王座を剥奪された直後の1998年秋頃に実現していたはずのカードだが、デラホーヤの突然の負傷により試合は延期となり、この結果クォーティは1年以上も試合から遠ざかった状態で当日を迎えることになった。試合はダウン応酬、予想を超える大熱戦となり、最終ラウンドまで両者全くの互角の勝負だったが、12Rにデラホーヤがクォーティからダウンを奪い、この２度目のダウンが響き判定負け。
その後一階級上げて2000年4月15日にIBF世界スーパーウェルター級王者のフェルナンド・バルガス（米国）に挑むも12R判定負け。
2006年12月6日のロナルド・ライト戦で12R判定負けを喫して以降、リングには上がっていない。

## 獲得タイトル
- WBA世界ウェルター級王座（防衛7度）